# Robert Dolinar
Robert Dolinar, slovenski arhitekt, * 1970, Ljubljana.

## Življenje
Robert Dolinar se je rodil leta 1970 v Ljubljani. Na Fakulteti za arhitekturo ljubljanske Univerze je diplomiral leta 1998. Za tem je nekaj let nabiral izkušnje v projektivnih birojih, nato pa do leta 2010 posvetil drugimi študijem, hkrati pa ohranjal stik z arhitekturo. Leta 2004 je končal študij filozofije v Padovi in se preko Aristotela prvič srečal s starogrškim jezikom. Nato je dve leti preživel v Albaniji, kjer je poučeval na srednji šoli in skozi vsakdanje življenje spoznaval lokalno kulturo in z njo islam, kasneje pa v Londonu študiral teologijo, staroarabski jezik ter abrahamske religije.

## Delo
Po zaključku študija se je leta 2010 vrnil v domovino ter se popolnoma posvetil arhitekturi. Od takrat dela na projektih različnih meril, od enodružinskih hiš, javnih zgradb, ureditev javnih prostorov, sakralnih prostorov, vrtov, ter prenov arhitekturne dediščine, tako v domovini kakor v tujini.

### Arhitekturni projekti
Med njegova najbolj objavljana ter poznana dela sodita kapela v Ignacijevem domu duhovnosti v Ljubljani in kapela Osnovne šole Alojzija Šuštarja v Ljubljani, za kateri je prejel več nagrad. V njegovih delih so močno prisotni elementi iz grobo obdelanih materialov, kot so les, kamen, železo, tkanina. Te razume kot kiparsko materijo in jih preko ročne obdelave stalno vpeljuje v svojo arhitekturo. Teme, ki jih ves čas raziskuje so predvsem človeško merilo v arhitekturi, svetlobe v prostoru, pomen doma, tišina v arhitekturi.

### Članki
Robert Dolinar je med drugim napisal več prispevkov za revijo Outsider (revija o kulturi in družbi, ki je prejela Plečnikovo medaljo za prispevek k bogatitvi arhitekturne kulture), ki so večinoma napisani v obliki razmišljanj povezanih z arhitekturo. Poleg tega je sodeloval v objavljenem pogovoru o duhovni hrani ter v intervjujih povezanih z njegovimi deli in razmišljanjem (v reviji Outsider in časniku Pogledi). Druga njegova natisnjena dela so:
- Zakaj judovstvo ne mara rezanih podob ali kako je prepoved upodabljanja vplivala na judovsko duhovnost? (članek za revijo Tretji dan, leta 2008)
- Kaj naj bi bil Spomenik žrtvam vseh vojn? (esej objavljen v časniku Pogledi, leta 2014)
- »Nebeškega ni moč najti v nobenem prostoru, zgolj v času« (razmišljanje v reviji Outsider, 2016)
- Reke, reke … (razmišljanje v reviji Outsider, 2017)

## Priznanja in nagrade
- Nagrada ob slovenskem Mesecu oblikovanja za interier leta (2011, kapela v Ignacijevem domu duhovnosti)
- Nominacija za Plečnikovo nagrado (2012, kapela v Ignacijevem domu duhovnosti)
- International Award for Religious Art & Architecture (2012, kapela v Ignacijevem domu duhovnosti)
- Nagrado Zlati svinčnik je Robert Dolinar prejel skupaj z U.R.A.D (2015, stavba Osnovne šole Alojzija Šuštarja in kapela šole)
- International Award for Religious Art & Architecture (2016, kapela Osnovne šole Alojzija Šuštarja)
- Nominacija za nagrado Piranesi (2016, kapela Osnovne šole Alojzija Šuštarja)